# Unité urbaine de Berck
L'unité urbaine de Berck est une unité urbaine française centrée sur la station balnéaire de Berck au cœur de la septième agglomération urbaine du Pas-de-Calais dans la région Hauts-de-France.

## Situation géographique
L'unité urbaine de Berck est située entre les régions de la Picardie et du Nord-Pas-de-Calais dans le nord de la France, plus précisément dans le nord-ouest du département du Pas-de-Calais où elle s'étire sur une quinzaine de kilomètres le long du rivage de la Manche.
Bien reliée aux autoroutes du nord de la France, cette agglomération balnéaire se situe à 93,7 km par l'autoroute A16 d'Amiens, la préfecture de la Somme et en même temps capitale régionale de la Picardie, à 84 km toujours par autoroute de Calais et à 229 km de la capitale Paris. Cette agglomération est également prisée des citadins de Lille, la capitale régionale du Nord-Pas-de-Calais, qui se trouve à environ une centaine de kilomètres à l'est.

L'unité urbaine de Berck s'étire le long de la Côte d'Opale.

Il s'agit avant tout d'une agglomération touristique qui intègre les célèbres stations balnéaires de Berck, de Merlimont et surtout du Touquet-Paris-Plage qui s'égrènent le long de la Côte d'Opale, au nord de la baie d'Authie, la partie sud de la baie (Marquenterre) appartenant au département de la  Somme, en Picardie.
Cette agglomération balnéaire participe à l'animation touristique de la Côte d'Opale dont font également partie Boulogne-sur-Mer et Calais. La Côte d'Opale s'étire le long du littoral de la Manche entre Le Crotoy et Équihen-Plage. Le Touquet-Paris-Plage, la « perle de la Côte d'Opale », a été ainsi surnommé par le peintre touquettois, écrivain et botaniste Édouard Lévêque, inventeur de l'expression Côte d'Opale.

## Données générales
Dans le zonage réalisé par l'Insee en 1999, l'unité urbaine était composée de trois communes.
Dans le zonage réalisé en 2010, l'unité urbaine était composée de sept communes, les quatre communes de l'unité urbaine d'Étaples ayant été ajoutées au périmètre.
Dans le nouveau zonage réalisé en 2020, le périmètre est identique.
En 2022, avec 43 292 habitants, elle occupe le 18e rang dans la région Hauts-de-France.
En 2020, sa densité de population s'élève à 441 hab/km2.

## Composition 2020 de l'unité urbaine
Elle est composée des sept communes suivantes :
| Nom                    | Code Insee | Département   | Statut       | Superficie (km2) | Population (dernière pop. légale) | Densité (hab./km2) | Modifier                                    |
| ---------------------- | ---------- | ------------- | ------------ | ---------------- | --------------------------------- | ------------------ | ------------------------------------------- |
| Berck                  | 62108      | Pas-de-Calais | ville-centre | 14,88            | 12 967 (2022)                     | 871                | modifier les données · modifier les données |
| Étaples                | 62318      | Pas-de-Calais | ville-centre | 12,95            | 10 693 (2022)                     | 826                | modifier les données · modifier les données |
| Cucq                   | 62261      | Pas-de-Calais | banlieue     | 13,16            | 5 165 (2022)                      | 392                | modifier les données · modifier les données |
| Merlimont              | 62571      | Pas-de-Calais | banlieue     | 21,49            | 3 348 (2022)                      | 156                | modifier les données · modifier les données |
| Rang-du-Fliers         | 62688      | Pas-de-Calais | banlieue     | 10,47            | 4 339 (2022)                      | 414                | modifier les données · modifier les données |
| Le Touquet-Paris-Plage | 62826      | Pas-de-Calais | banlieue     | 15,31            | 4 223 (2022)                      | 276                | modifier les données · modifier les données |
| Verton                 | 62849      | Pas-de-Calais | banlieue     | 11,06            | 2 557 (2022)                      | 231                | modifier les données · modifier les données |

## Évolution démographique
| 1968   | 1975   | 1982   | 1990   | 1999   | 2008   | 2013   | 2020   |
| ------ | ------ | ------ | ------ | ------ | ------ | ------ | ------ |
| 35 351 | 39 865 | 41 628 | 43 105 | 44 107 | 46 459 | 45 280 | 43 803 |

#### Données générales
- Unité urbaine
- Aire d'attraction d'une ville
- Aire urbaine (France)
- Liste des unités urbaines de France

#### Données démographiques en rapport avec l'unité urbaine de Berck
- Aire d'attraction de Berck
- Aire d'attraction d'Étaples - Le Touquet-Paris-Plage
- Arrondissement de Montreuil

#### Données démographiques en rapport avec le Pas-de-Calais
- Démographie du Pas-de-Calais